# イェレナ・ロズガ
イェレナ・ロズガ（クロアチア語: Jelena Rozga）はクロアチアの歌手。ユーゴスラビア社会主義連邦共和国、クロアチア社会主義共和国スプリト（現クロアチア共和国）出身、1977年8月23日生まれ。1996年から2005年までマガジンのヴォーカルであった。

## 来歴
イェレナ・ロズガは1977年、クロアチア、ダルマチア地方のスプリトに生まれた。バレー・ダンサーを目指してザグレブに移った
。ザグレブでバレー・ダンサーとしての教育を受け、後にスカラ座アカデミーで学ぶ。ロズガはユーゴスラビア出身者で初のスカラ座アカデミーの卒業生となった。
1996年、イェレナ・ロズガは18歳にしてクロアチアの人気バンド・マガジンのヴォーカルとなった。マガジンの一員として、クロアチアや旧ユーゴスラビア各国をはじめとする多くの国々でライブを行った。
2006年、アルバム『Oprosti Mala』ソロ歌手としてデビューを果たす。2008年、スプリト・フェスティバル（Split Festival）に参加し、「Gospe moja」で最優秀賞を受賞した。

## アルバム
Oprosti Mala （2006年）
1. Oprosti Mala
2. Ja Znam Dobro Što Mi Je
3. Roza Boja
4. Vršnjaci Moji
5. Sve Se Meni Čini
6. Roba S Greškom
7. Sve Mi Tvoje Oči Govore
8. Suce Od Kristala
9. Lijepa Samo Za Tebe
10. Ne Zovi Me Marija
11. Bilo Bi Super (remix)
12. Oprosti Mala (remix)
13. Ne Zovi Me Marija (remix)